# 穆莱蒂武
穆萊蒂武（英語：Mullaitivu，羅馬化：Mullaittīvu，羅馬化：Mūladūva），斯里蘭卡東北部漁港，有稻和煙草種植園為稻米和蔬菜之集散地，沿岸有燈塔導航。十八世紀荷蘭殖民者曾於此修築城堡。
2009年1月25日，斯里蘭卡政府軍攻佔下泰米爾伊拉姆猛虎解放組織控制的最後一座主要城鎮，穆萊蒂武區的首府穆萊蒂武。

## 圖片

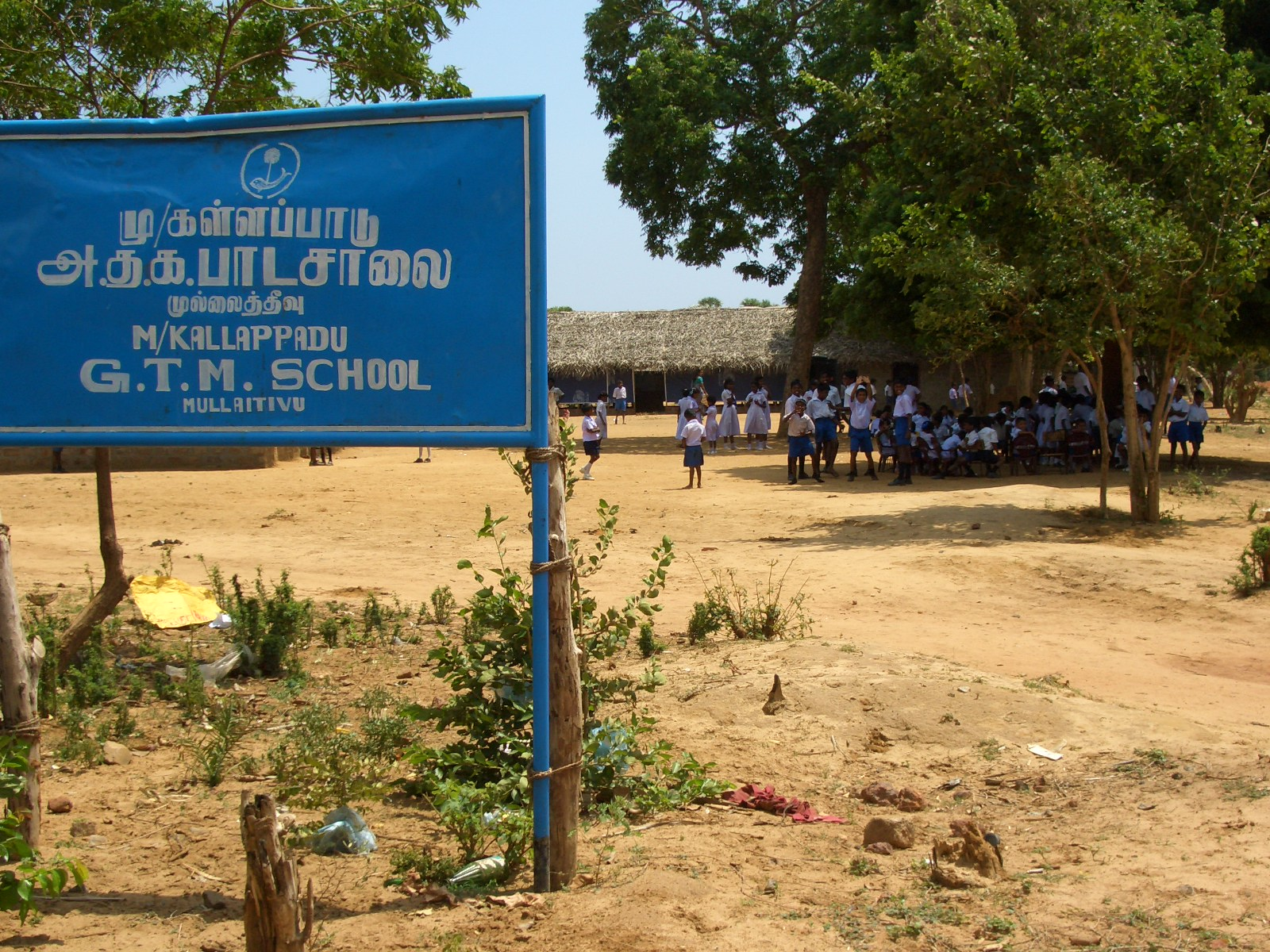
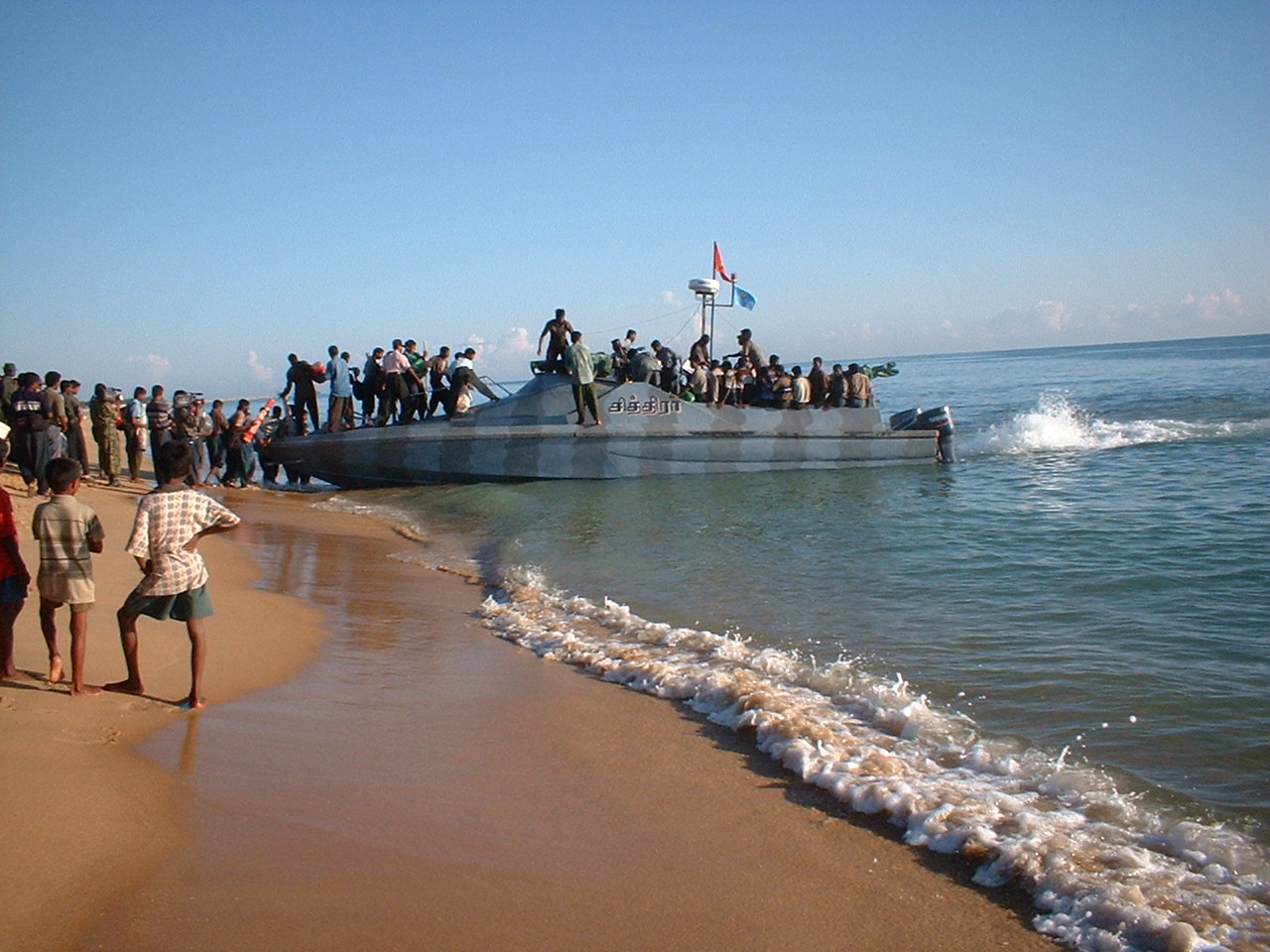
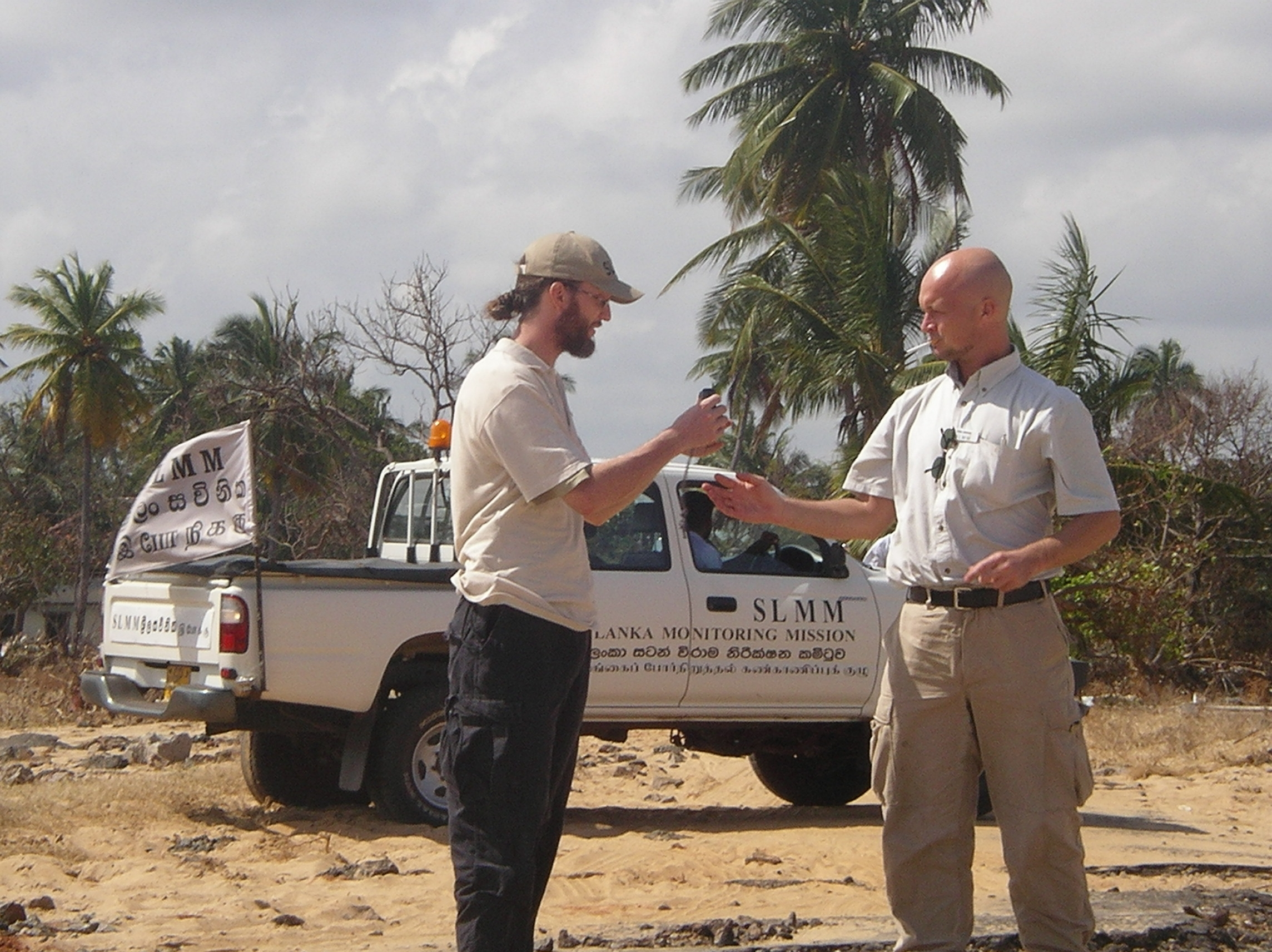

9°17′N 80°48′E / 9.283°N 80.800°E